# Meša Selimović
Pour les articles homonymes, voir Selimović.
Œuvres principales
- Le Silence (1961)
- Le Derviche et la Mort (1966)
- La Forteresse (1970)

Mehmed « Meša » Selimović, né le 26 avril 1910 à Tuzla et mort le 11 juillet 1982 à Belgrade, est un écrivain bosnien. Il était membre de l'Académie serbe des sciences et des arts.

## Biographie
Meša Selimović fait ses études à la Faculté de philosophie de l'université de Belgrade. Il participe, dès 1941, au comité national de Libération. Son œuvre comporte des romans, un essai, des recueils de nouvelles et de souvenirs et lui a valu les plus hautes récompenses littéraires. Il est lauréat du prix NIN 1966 pour Le Derviche et la Mort
Il a été membre des académies des sciences et des arts de Serbie et de Bosnie-Herzégovine et docteur honoris causa de l'université de Sarajevo.
Il est enterré dans le Nouveau cimetière de Belgrade.

## Œuvres
- Uvrijeđeni čovjek (1947)
- Prva četa (1950)
- Tuđa zemlja (1957)
- Noći i jutra (1958)
- Tišine (1961)
- Magla i mjesečina (1965)
- Eseji i ogledi (1966)
- Derviš i smrt (1966) Publié en français sous le titre Le Derviche et la Mort, traduit par Mauricette Begić et Simone Meuris, Paris, Gallimard, coll. « Du monde entier », 1977  (ISBN 2-07-029688-1) ; réédition, Paris, Gallimard, coll. « L'Imaginaire » no 494, 2004  (ISBN 2-07-074564-3)
- Za i protiv Vuka (1967)
- Tvrđava (1970) Publié en français sous le titre La Forteresse, traduit par Jean Descat et Simone Meuris, Paris, Gallimard, coll. « Du monde entier », 1981 (BNF 34682331) ; réédition, Monaco/Paris, Motifs, coll. « Motifs » no 266, 2007 no 978-2-268-06363-8
- Ostrvo (1974) Publié en français sous le titre L'Île, traduit par Alain Cappon, Paris, Phébus, coll. « Littérature étrangère », 2013  (ISBN 978-2-7529-0587-1)
- Ketten a szigeten (1976)
- Sjećanja (1976)
- Krug (1983)